# Литков, Сергей Николаевич
Сергей Николаевич Литков (1918 — ?) — советский инженер, специалист в области морской радиолокации, лауреат Ленинской премии (1960).
Родился 06.07.1918 в Москве.
Участник войны.
Окончил Московский политехникум связи им. В. Н. Подбельского (1948) и Московский институт инженеров связи (1954, без отрыва от работы).
С 1947 по 1960 год в НИИ-10 (будущий «Альтаир»): старший техник, инженер, ведущий инженер, начальник лаборатории.
С 1960 года на партийной работе.
Участвовал в создании корабельной РЛС сопровождения и управления артустановками универсального калибра «Якорь» (1951). Главный конструктор РЛ системы «Ангара» для обнаружения, опознавания целей и целеуказания стрельбовым артиллерийским и ракетным комплексам. В ней впервые для кораблей ВМФ была создана трехкоординатная РЛС с V-лучом, с приборами автоматического сопровождения целей и электронного целеуказания (1958—1959).
Лауреат Ленинской премии (1959) в составе коллектива: С. Н. Литков, Я. Г. Генин, Е. А. Титов, В. А. Спирин.
Умер не ранее 2005 года.